# Karnuntská brána
Karnuntská brána (německy Brucker Pforte, „Brucká brána“) je mezihorská brána na východě Rakouska, na rozhraní Dolních Rakous a Burgenlandu mezi Litavskými vrchy na jihozápadě a Hainburskými vrchy na severovýchodě. Jde o jeden z hlavních evropských horských předělů, neboť odděluje Alpy od Karpat. Je asi 15 km široká a nachází se v nadmořské výšce okolo 150 metrů. Historicky tudy vede hlavní dopravní spojení z Rakouska do Maďarska, potažmo ze středozápadní do jihovýchodní Evropy.

## Poloha a krajina

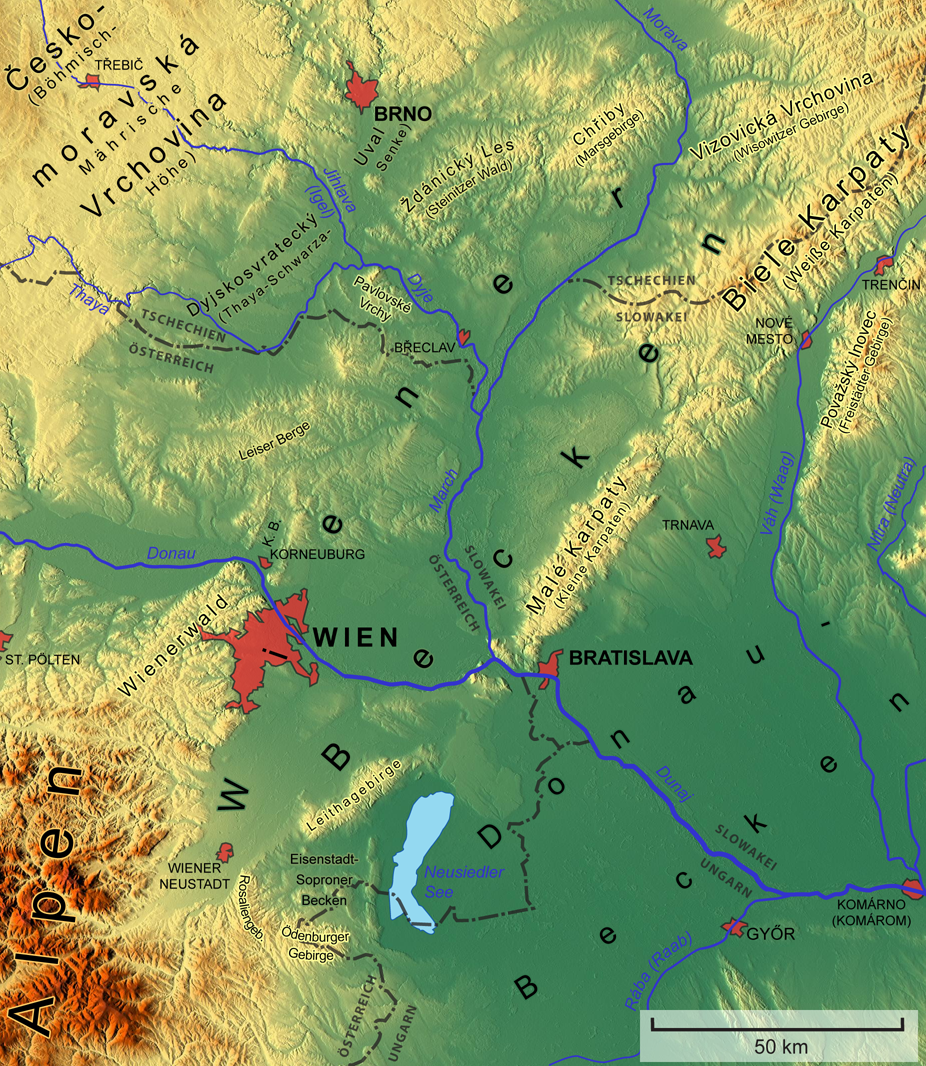
Fyzická geografie přechodové oblasti mezi východními Alpami a Západními Karpaty. Karnuntská brána je nejširší ze tří průlomů Vídeňské pánve na jihovýchod.

Karnuntská brána se skládá z Prellenkirchner Flur („Prellenkirchenská niva“) na severu a burgenlandské Parndorfer Platte („Parndorfská plošina“) na jihu. Branou protéká řeka Litava, která teče z jižního okraje Vídeňské pánve do Panonské nížiny. Největším sídlem v oblasti je okresní město Bruck an der Leitha, podle nějž se brána v Rakousku nazývá. Česky je nazývána podle starořímské pevnosti Carnuntum (dnes městys Petronell-Carnuntum) při severním okraji brány.
Je nejširší ze tří bran propojujících Vídeňskou pánev a Malou dunajskou nížinu (další dvě jsou Šoproňská jihozápadně a Devínská severovýchodně odsud).
Oblast je opuštěné průlomové údolí Dunaje. Původně Dunaj tekl s ustupujícím Panonským jezerem přes Mistelbach ve Weinviertlu a pak ve velké smyčce napříč Vídeňskou pánví (v protisměru dnes teče Fischa) a Šoproňskou branou, později nějaký čas skrze dnešní Karnuntskou bránu, kterou vymlel do dnešní podoby, a teprve následně vlivem výzdvihu Hainburských vrchů prolomil Devínskou bránu. Datování těchto událostí je nejasné. Řeka Litava využila bránu pro svůj tok až dodatečně.
Karnuntská brána byla vždy strategicky důležitá, neboť šlo o nejsnadnější průchod mezi středním Podunajím a územím Svaté říše římské. Po staletí tudy vedla hranice mezi Rakouskem a Uherskem. Také v době studené války, kdy se nedaleko nacházela hranice mezi zeměmi EHS a Východním blokem, zde byla preventivně vybudována četná opevnění, jako jsou bunkry, silniční bariéry atd. V Bruckneudorfu byl také zřízen velký vojenský výcvikový prostor a rozmístěny vojenské jednotky. S pádem železné opony a koncem studené války tato opatření značně ztratila na významu.
Dnes tudy vede rakouská dálnice A4 (evropská silnice E60), státní silnice B10 a páteřní železnice na trase Vídeň–Budapešť s odbočkou na nedalekou Bratislavu.
Výrazná mezera mezi horskými pásmy vytváří podmínky pro časté silné vzdušné proudění, kterou využívají četné větrné turbíny, včetně větrné farmy Andau/Halbturn, jedné z největších větrných farem na souši v Evropě.
Ve východní části Karnuntské brány se nachází chráněná oblast Natury 2000 Parndorfer Platte, ptačí rezervace Parndorfer Platte – Heideboden.